# Японський сад у Вроцлаві
Японський сад у Вроцлаві розташований у парку Щитницького в центрі Вроцлава.

## Історія

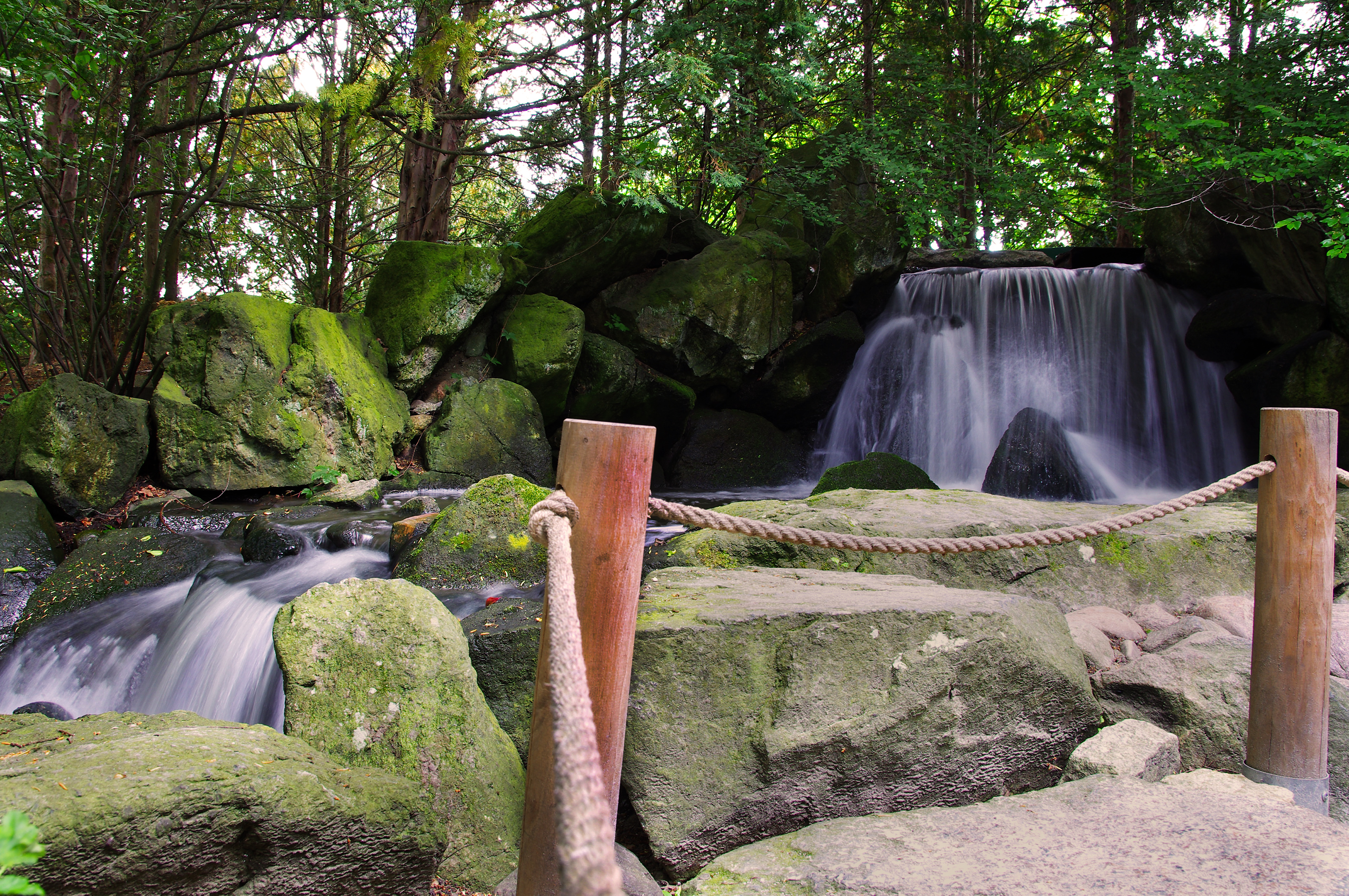
Водний каскад

Японський сад був заснований у 1909—1913 роках навколо колишнього ставка Людвіга Теодора Моріца-Айхборна в нинішньому Щитницькому парку як єдиний екзотичний сад, представлений на садівничій виставці 1913 року. Ця виставка була частиною Столітньої виставки.
Сад був створений з ініціативи графа Фріца фон Гохберга з Ілова, дипломата і сходознавця, за участю японського садівника Манкічі Араї. Виконавчими роботами керував багаторічний керівник садів родини Гохбергів Йозеф Анлауф, який також збудував китайський і японський сади в Ілові та пальмовий будинок у Любєхуві.

Після виставки сад залишився в новому вигляді, але запозичені оригінальні кам'яні елементи, які значною мірою визначали японський характер саду, були вилучені.

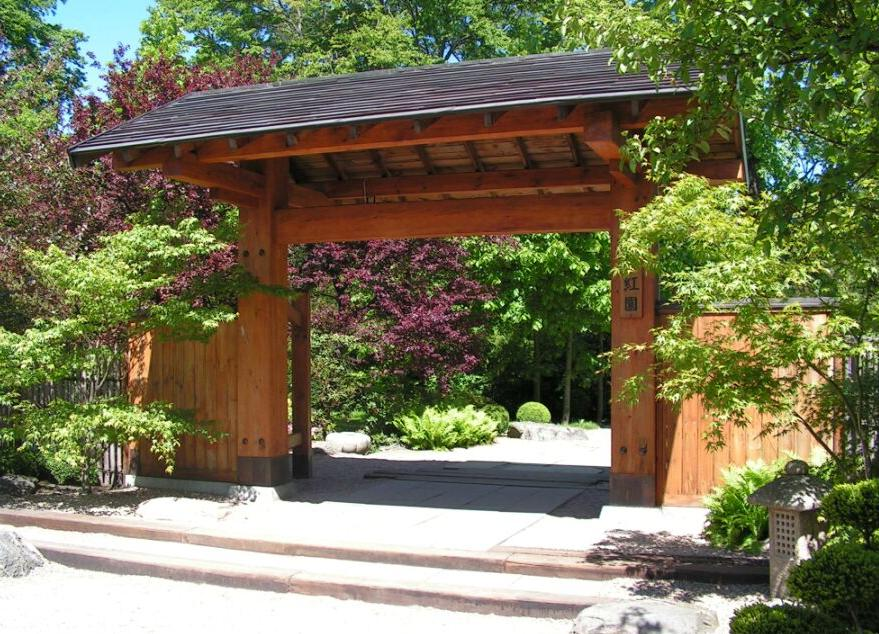
Головні ворота Sukiya-mon

У 1995 році під керівництвом токійського професора Ікуї Нісікава було розроблено проєкт реставрації саду. Потім, у 1996—1997 роках, у співпраці з посольством Японії та садівниками з Вроцлава та Нагої були проведені роботи з відновлення японського характеру саду. Керував роботами Йошікі Такамура. Через два місяці після офіційного відкриття, у липні 1997 року, під час повені століття сад був під водою протягом трьох тижнів. Пошкодження були настільки великими, що знадобилася ще одна реконструкція. Він знову відкрився в жовтні 1999 року.
Сад — живий фрагмент японської культури, єдиний в Європі (на квитку написано: [. . ] Сучасний вигляд саду здобув завдяки роботі польських та японських спеціалістів, якими на етапі проєктування керував проф. Ікуя Нісікава . Японські спеціалісти з будівництва садів разом із польськими компаніями за два роки створили гарний куточок із типово японським характером [. . ]).

## Композиція
Цей сад є поєднанням кількох типів японських садів: громадського, водного, пов'язаного з чайною церемонією та галькового пляжу.
Композиція саду відзначена проходом від головних воріт Сукія-мон через прямий міст через ставок Юмедоно Баші, який далі розгалужується на дві стежки. Одна стежка веде вздовж ставка від ніжного жіночого каскаду Онна-дакі до бурхливого чоловічого каскаду Отоко-дакі, а інша через арочний міст Тайко Баші до чайного павільйону Азумая . Кам'яні прикраси, зібрані в саду, були створені в 18 і 19 століттях і походять з ліквідованих колишніх японських садів.

## Рослини

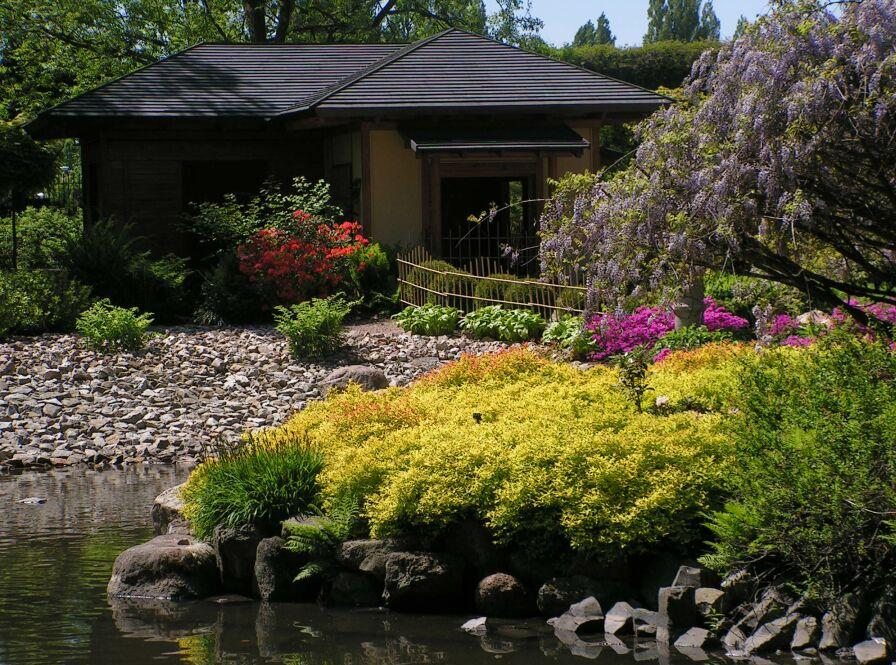
Чайний павільйон Azumaya та азійські види рослин

У саду зібрано майже 270 таксонів деревних рослин. Верхній поверх складається з угруповання дубів черешчатих (Quercus robur ) і каштанів (Aesculus hippocastanum), а також окремі місцеві та іноземні екземпляри, наприклад білоба), метасеквойя китайська (Metasequoia glyptostroboides) і модрина китайська (Pseudolarix amabilis . У нижньому ярусі ростуть численні тиси звичайні (Taxus baccata), вік яких деяким перевищує століття. Рододендрони (Rhododendron) ростуть майже у 250 групах і представляють близько 50 видів і сортів. Деякі екземпляри походять із посадок, зроблених у 1909—1913 роках.
До 2009 року в саду було зібрано 78 видів азійських рослин, у тому числі 38 з Японії, наприклад японський стиракс (Styrax japonicus) і японський пієріс (Pieris japonica). Дерева та кущі піддаються формувальним обробкам. Деякі з них, зокрема тис, самшит (Buxus), барбарис (Berberis) і таволга (Spiraea), формують у низькі «хвилясті живоплоти». Нижній шар рослинності складається з 46 видів багаторічних рослин, таких як папороть королівська (Osmunda regalis), папороть страусова (Matteuccia struthiopteris), хоста біла (Hosta plantaginea), ірис японський (Iris ensata var. ensata), аїр (Acorus calamus) та конвалії (Convallaria majalis). У ставку росте латаття жовте (Nuphar lutea) і латаття біле (Nymphaea alba).